# П'ять центів (Бізон)
П'ять центів (Бізон) (англ. Buffalo nickel) — розмінна мідно-нікелева монета США вартістю 5 центів, що карбувалися з 1913-го по 1938 роки. Мала доволі оригінальний дизайн, завдяки якому отримала свою назву, на аверсі зображувався індіанець, а на реверсі бізон. Монета мала кілька різновидів, за весь час було випущено понад 1 мільярд 200 мільйонів екземплярів.

## Історія
Американська монета з серії «Indian Head» або «Buffalo» зобов'язана своїй появі примхам Теодора Рузвельта 26-го президента Сполучених Штатів Америки, який наполегливо висловив Августу Сейнт-Годенсу на інавгураційному обіді в 1905 році своє бажання бачити на монетах США більше нових класичних тем. На той період з 1883 року в грошовому обігу США перебувала мідно-нікелеві п'ятицентові монети з серії «Liberty Head» роботи Чарльза Едварда Барб'є (1840-1917), 6-го за рахунком головного гравера монетного двору США в період з 1879 по 1917 роки. Згідно монетного акту від 26 вересня 1890 року, внесення змін в дизайн раніше випущеної в обіг монети без отримання обов'язкового схвалення конгресу був дозволений казначейству США не раніше ніж через 25 років. У 1909 році директор монетного двору США Френк Ліч дав розпорядження Чарльзу Барб'є на розробку проєкту монети номіналом 5 центів нового зразка. Представлені до розгляду пробні монети мали у своїй основі зображення 1-го президента США, Джорджа Вашингтона. У пресу вже встигли просочитися відомості про монету нового зразка, яка повинна була надійти в обіг до кінця 1909 року. На монетний двір США почали надходити замовлення від банків. Однак, 1 листопада 1909 року в зв'язку з відходом Френка Ліча з посади директора проєкт був припинений. Його наступник Абрам Ендрю був не задоволений тільки-що випущеним в обіг центом Лінкольна дизайну Віктора Бреннера (1871-1924) і наполіг на припиненні робіт по введенню нової п'ятицентові монети. Подальший процес по зміні дизайну монети, з міркувань політичної кон'юнктури, зробив в 1911 році Франклін Мак-Вей секретар департаменту казначейства США. Згідно з прийнятим рішенням роботу над новим п'ятицентовиком почав учень Аугуста Сейнт-Годенса, скульптор Джеймс Ерл Фрезер (1876-1953).
Скульптор Джеймс Фрейзер підготував дизайн монети, який став одним з найкрасивіших у монетній справі США. Моделями для зображення індіанця стали 3 корінних мешканця американського континенту: вожді племен сіу, кайова і шайєнн. Монета має кілька типів. Вони розрізняються дизайном реверсу. На монетах першого типу бізон стоїть на пагорбі, на якому позначений номінал монети. На монетах другого типу бізон стоїть на підставці, під якою написано «FIVE CENTS». Під написом може розташовуватися невелика буква «D» або «S», яка свідчить про випуск монети в Денвері або Сан-Франциско. Під датою на аверсі можна розрізнити невелику букву «F», яка представляє монограму гравера Фрейзера. З 2006 року в США випускається золота інвестиційна монета «Бізон», оформлення якої практично повністю повторює дану монету.
З нього також часто робили різьблені монети.

## Карбування
Монета карбувалася на монетних дворах Філадельфії, Денвера і Сан-Франциско. Позначки монетних дворів розташовувалися під написом номіналу на реверсі.
- Відсутня — монетний двір Філадельфії
- D — монетний двір Денвера
- S — монетний двір Сан-Франциско

## Тираж
| Рік                   | Філадельфія                           | Денвер              | Сан-Франциско       |
| --------------------- | ------------------------------------- | ------------------- | ------------------- |
| 1913 (I тип) (II тип) | 30 992 000 (1 520) 29 857 186 (1 514) | 5 337 000 4 156 000 | 2 105 000 1 209 000 |
| 1914                  | 20 664 463 (1 275)                    | 3 912 000           | 3 470 000           |
| 1915                  | 20 986 220 (1 050)                    | 7 569 000           | 1 505 000           |
| 1916                  | 63 497 466 (600)                      | 13 333 000          | 11 860 000          |
| 1917                  | 51 424 019                            | 9 910 000           | 4 193 000           |
| 1918                  | 32 086 314                            | 8 362 000           | 4 882 000           |
| 1919                  | 60 868 000                            | 8 006 000           | 7 521 000           |
| 1920                  | 63 093 000                            | 9 418 000           | 9 689 000           |
| 1921                  | 10 663 000                            |                     | 1 557 000           |
| 1923                  | 35 715 000                            |                     | 6 142 000           |
| 1924                  | 21 620 000                            | 5 258 000           | 1 437 000           |
| 1925                  | 35 565 100                            | 4 450 000           | 6 256 000           |
| 1926                  | 44 693 000                            | 5 638 000           | 970 000             |
| 1927                  | 37 981 000                            | 5 730 000           | 3 430 000           |
| 1928                  | 23 411 000                            | 6 436 000           | 6 936 000           |
| 1929                  | 36 446 000                            | 8 370 000           | 7 754 000           |
| 1930                  | 22 849 000                            |                     | 5 435 000           |
| 1931                  |                                       |                     | 1 200 000           |
| 1934                  | 20 213 003                            | 7 480 000           |                     |
| 1935                  | 58 264 000                            | 12 092 000          | 10 300 000          |
| 1936                  | 118 997 000 (4 420)                   | 24 814 000          | 14 930 000          |
| 1937                  | 79 480 000 (5 769)                    | 17 826 000          | 5 635 000           |
| 1938                  |                                       | 7 020 000           |                     |

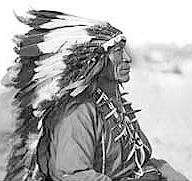
Вождь племені сіу — модель для зображення індіанця на аверсі монети

(У дужках позначена кількість монет з якістю пруф)
Загальний тираж склав 1 мільярд 200 мільйонів екземплярів.

## Опис

### Аверс
Голова індіанця повернута праворуч, над лицем портрету півколом по краю монети напис «LIBERTY», на основі портрету рік випуску монети.

### Реверс
Зображення бізона, під бізоном напис «FIVE CENTS», зверху напис півколом по краю монети «UNITED STATES OF AMERICA», під цим написом фраза меншими літерами «E PLURIBUS UNUM».